# Masters de Indian Wells 2007

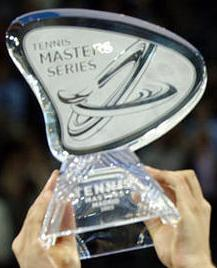
El trofeo.

El 2007 Pacific Life Open fue la 31.ª edición del torneo Masters de Indian Wells. Tuvo lugar en las canchas duras de Indian Wells, en California (Estados Unidos), entre el 5 y el 18 de marzo de 2007.
El torneo fue el primer Masters Series del 2007 ATP Tour, donde Rafael Nadal ganó su primer torneo del año. Roger Federer perdió inesperadamente en segunda ronda contra el lucky loser Guillermo Cañas, que había vuelto a competir tras seis meses debido a una sanción por dopaje. Federer, que llevaba 41 victorias consecutivas, no pudo igualar el récord de 46 victorias de Guillermo Vilas. Novak Đoković consiguió sobresalir por primera vez en un torneo mayor al alcanzar la final. 
En el apartado femenino, la vencedora fue Daniela Hantuchová, quien ganó el segundo torneo de su carrera. El primero había sido también el de Indian Wells de 2002.

## Ganadores

### Individual masculino
Rafael Nadal venció a  Novak Đoković, 6-2, 7-5

### Individual femenino
Daniela Hantuchová venció a  Svetlana Kuznetsova, 6-3, 6-4

### Dobles masculino
Martin Damm /  Leander Paes vencieron a  Jonathan Erlich /  Andy Ram, 6-4, 6-4

### Dobles femenino
Lisa Raymond /  Samantha Stosur vencieron a  Yung-jan Chan /  Chia-jung Chuang, 6-3, 7-5